# Karim Khan
Mohammad Karim Khân Zand in persiano: کریم خان زند, (Piruz, 23 maggio 1705 – Shiraz, 1º marzo 1779) fu uno scià di Persia (1760-1779), di origine curda, fondatore della dinastia Zand.

## Biografia
Karim Khan era uno dei generali di Nadir Shah, che aveva conquistato il potere rovesciando la dinastia safavide. Dopo la morte di Nadir Shah, nel 1747, la Persia affondò nella guerra civile. Fu allora che Karim Khân, Abdolfath Khân e Ali Mardan Khân accettarono di dividere il paese tra loro e dare il trono a Ismaïl III. Tuttavia, la cooperazione si fermò dopo che Ali Mardan Khân invase la città di Esfahan e assassinò Abdolfath Khân. Di conseguenza, Karim Khan uccise Ali Mardan Khan e invase tutta la Persia, ad eccezione del Khorasan, risparmiando Shahrokh, il nipote di Nadir Shah. Karim Khan non adottò il titolo di scià, preferendo quello di Vakil ar-ra'aya (Reggente dei contadini).
Durante il suo regno, vennero ripristinati i rapporti con la Gran Bretagna ed autorizzò la Compagnia delle Indie Orientali ad avere una posizione commerciale nel sud della Persia. Fece di Shiraz la sua capitale e ordinò la costruzione di diversi progetti architettonici in questa città, tra cui la cittadella. Dopo la sua morte scoppiò la guerra civile e dopo alcuni decenni di battaglie e omicidi tra i suoi discendenti, che non erano in grado di gestire il paese, giunse al potere la dinastia Qajar con Muḥammad Khān Qājār.
Ad oggi, Karim Khân ha un'ottima reputazione nella storia dell'Iran. Questo può essere semplicemente per contrasto con Nadir Shah, noto per le sue atrocità, o semplicemente basato sui fatti, ma questo rimane discutibile. Tuttavia, molte favole e aneddoti presentano Karim Khân come un reggente che ebbe compassione e che si preoccupò davvero del destino dei suoi sudditi.